# Talking Dreams
Talking Dreams é o álbum de estúdio de estreia do grupo de indie pop estadunidense Echosmith. O álbum foi lançado em 08 de outubro de 2013 pela gravadora Warner Bros. Records. Todas as faixas foram escritas pelos co-escritas pelos quatro irmãos Sierota e seu pai, David Jeffery, tendo composição adicional de  Jesiah Dzonek na terceira faixa, Maureen McDonald na quinta faixa e Tom Leonard nas quarta, sétima e decima primeira faixas.
O álbum foi relançado em 08 de outubro de 2014, com o uma nova versão editada paras as estações rádio do single "Cool Kids", com duração de 3:35 min., substituindo a versão original.

## Recepção

### Recepção da crítica
| Críticas profissionais | Críticas profissionais |
| Avaliações da crítica  | Avaliações da crítica  |
| Fonte                  | Avaliação              |
| ---------------------- | ---------------------- |
| Alter The Press!       | [ 4 ]                  |
| AllMusic               | [ 5 ]                  |

Os críticos da plataforma iTunes deram uma avaliação positiva do álbum, dizendo: "O álbum de estréia de Echosmith, "Talking Dreams", apresenta um grupo com de jovens, sem vergonha de apresentar um estilo dance-rock, mesmo que seu estilo seja um tributo comemorativo da musica pop da década de 1980".
Jake D. Mochowsk deu uma avaliação positiva ao disco, dizendo: "No geral, Talking Dreams apresenta boa música com letras significativas... No entanto tem alguns momentos entediantes com canções sobre amor, perda e triunfo como já foram feitas anteriormente, a maioria das músicas não vêm para grandes clímax, como estamos acostumados a na música de hoje".
Daniel Bromfield do E Daily Emerald deu uma crítica negativa, dizendo: "É difícil acreditar que os membros da Echosmith são irmãos -. A música deles nem sequer parece que foi feito por seres humanos, muito menos quatro que nasceram e foram criados juntos...".

### Desempenho comercial
O álbum teve desempenho comercial moderado chegando apenas a 127º posição na Billboard 200, e 48º Billboard Top Rock Albums, tendo sua melhor posição na Billboard Top Heatseekers Albums na qual alcançou a primeira posição.

## Faixas
| N.º            | Título                  | Compositor(es)                                       | Duração |  |
| 1.             | "Come Together"         | Echosmith, Jeffery David                             | 4:40    |  |
| 2.             | "Let's Love"            | Echosmith, Jeffery David                             | 3:03    |  |
| 3.             | "Cool Kids"             | Echosmith, Jeffery David, Jesiah Dzonek              | 3:57    |  |
| 4.             | "March into the Sun"    | Echosmith, Jeffery David, Tom Leonard                | 3:22    |  |
| 5.             | "Come with Me"          | Echosmith, Jeffery David                             | 4:12    |  |
| 6.             | "Bright"                | Echosmith, Jeffery David, Maureen "Mozella" McDonald | 3:42    |  |
| 7.             | "Talking Dreams"        | Echosmith, Jeffery David, Tom Leonard                | 3:09    |  |
| 8.             | "Tell Her You Love Her" | Echosmith, Jeffery David                             | 4:07    |  |
| 9.             | "Ran Off in the Night"  | Echosmith, Jeffery David                             | 4:24    |  |
| 10.            | "Heigh-Ho"              | The Dwarf Chorus                                     | 2:46    |  |
| 11.            | "Safest Place"          | Echosmith, Jeffery David, Tom Leonard                | 4:16    |  |
| 12.            | "Surround You"          | Echosmith, Jeffery David                             | 3:30    |  |
| Duração total: | Duração total:          | Duração total:                                       | 45:56   |  |

| Faixas bônus da edição de luxo |                   |                          |         |  |
| N.º                            | Título            | Compositor(es)           | Duração |  |
| 13.                            | "Up to You"       | Echosmith, Jeffery David | 3:48    |  |
| 14.                            | "We're Not Alone" | Echosmith, Jeffery David | 4:07    |  |
| Duração total:                 | Duração total:    | Duração total:           | 53:51   |  |

## Créditos
Echosmith
- Sydney Sierota - Vocalista
- Noah Sierota - Baixista, Percussão e backing vocals
- Jamie Sierota - Guitarrista, Instrumento de teclas, backing vocals, Programação e Percussão
- Graham Sierota - Baterista e backing vocals

Músicos adicionais
- Jeffery David - Percussão
- Mike Elizondo - Instrumento de teclas, Percussão, Programação  e backing vocals

## Desempenho nas paradas
| paradas (2013-15)                          | Melhor posição |
| ------------------------------------------ | -------------- |
| Alemanha (Offizielle Deutsche Charts)      | 47             |
| Austrália (ARIA)                           | 45             |
| Áustria (Ö3 Austria Top 40)                | 39             |
| Bélgica (Ultratop Flandres)                | 85             |
| Bélgica (Ultratop Valônia)                 | 102            |
| Dinamarca (Hitlisten)                      | 23             |
| Estados Unidos (Billboard 200)             | 38             |
| Estados Unidos (Billboard Top Heatseekers) | 1              |
| Estados Unidos (Top Rock Albums)           | 48             |
| Países Baixos (Dutch Charts)               | 46             |
| Suécia (Sverigetopplistan)                 | 56             |
| Suíça (Schweizer Hitparade)                | 35             |